# Carcere Mamertino
Il carcere mamertino (o carcere tulliano, in latino Carcer o Tullianum) è il più antico carcere di Roma, e si trova nel Foro Romano.
Era il carcere simbolo per prigionieri illustri dell'antica Roma e si trova a ridosso della Via Sacra nel Foro. Ha ospitato in ceppi, per circa mille anni, i nemici del popolo e dello stato, i vinti e i traditori di Roma: dal re dei Sanniti Ponzio, al re dei Galli Vercingetorige, da Pietro apostolo ai congiurati di Catilina.
Consisteva di due piani sovrapposti di grotte scavate alle pendici meridionali del Campidoglio, a fianco delle Scale Gemonie per questo dette Scale dei sospiri, verso il Comitium. La più profonda risale all'età arcaica (VIII-VII secolo a.C.) ed era scavata nella cinta muraria di età regia che - all'interno delle Mura serviane - proteggeva il Campidoglio; la seconda, successiva e sovrapposta, è di età repubblicana. Al di sotto di tutto, un'antica fonte esistente tuttora.
Il complesso si trova oggi sotto la chiesa di San Giuseppe dei Falegnami, del XVI secolo, nell'area del Foro dove, in età romana, si amministrava la giustizia.

## Storia
Il Tullianum, il livello più profondo del carcere, fu realizzato, secondo Livio, sotto Anco Marzio nel VII secolo a.C. Il nome deriva da tullus (polla d'acqua), anche se alcuni lo fanno derivare da alcune tradizioni che lo collegano all'iniziativa di Servio Tullio o di Tullo Ostilio.
Il piano superiore viene realizzato nel VI secolo a.C., e più volte restaurato, fino a quando, nella prima età imperiale, venne costruita l'attuale facciata.
Sulla cornice della facciata della prima età imperiale sono incisi i nomi di Caio Vibio Rufino e Marco Cocceio Nerva, che intervennero sul monumento nell'anno del loro consolato (22 d.C.).
La cristianizzazione del complesso è databile attorno all'VIII secolo, periodo al quale risalgono le tracce di un affresco rinvenuto nel Tullianum, ed entrambi gli ambienti furono convertiti in cappelle. In questo stesso periodo il luogo cominciò ad essere chiamato Carcere Mamertino.
Il sito è oggi un museo visitabile proprietà del Vicariato di Roma.

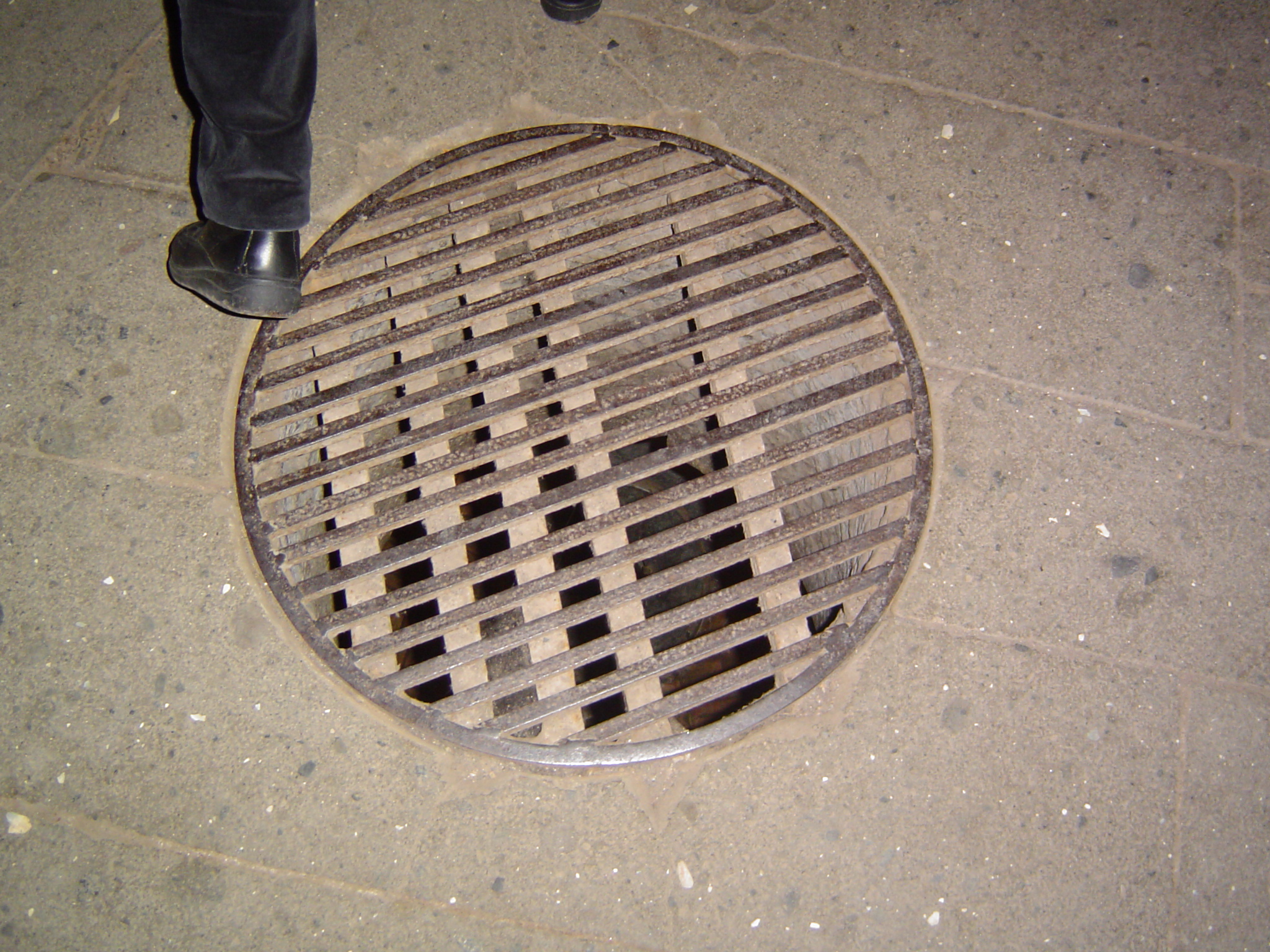
La botola del sotterraneo
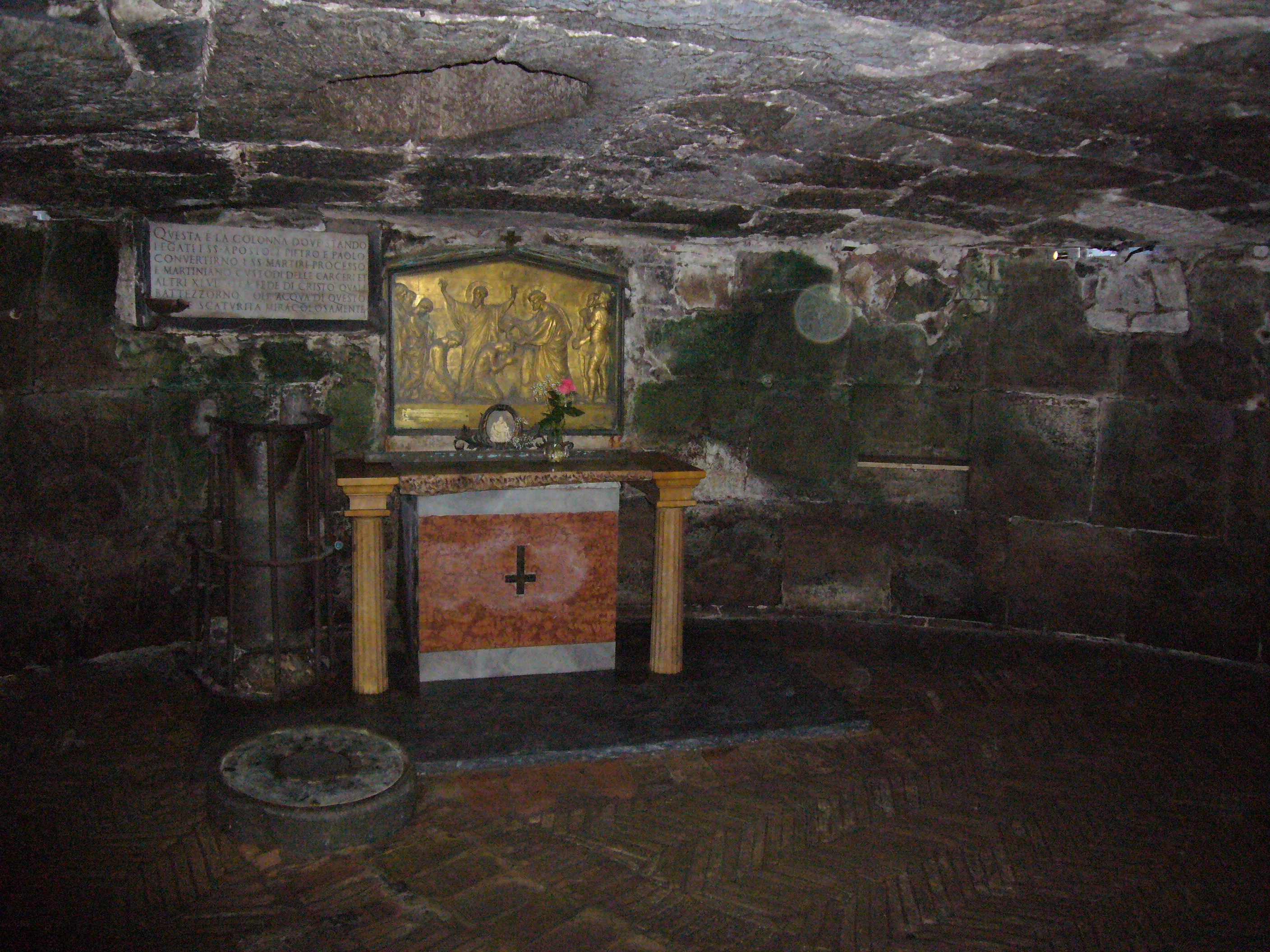
La stanza inferiore: leggenda vuole che alla colonna a sinistra vi fossero legati gli Apostoli Pietro e Paolo.

## Descrizione
Si accede al livello antico tramite una rampa di scale. La facciata attuale, in blocchi bugnati di travertino, risale all'inizio dell'età imperiale ed ha una cornice (parzialmente originale) con i nomi incisi dei consoli Rufinio e Nerva. Questa facciata copre una più antica, costruita in blocchi di tufo di Grotta Oscura.
Da un'apertura forse fatta in epoca moderna, si entra in una stanza trapezoidale coperta da volta a botte, realizzata in opera quadrata con grossi blocchi di tufo di Monteverde e rosso dell'Aniene, per questo databile al II secolo a.C., quando tali cave erano in uso. L'ingresso originario doveva essere attraverso la porticina murata posta a livello più alto del piano di calpestio attuale, nella parete destra. Da questa porticina si accedeva anche alle lautumiae, ambienti ricavati nelle antiche cave di tufo pure usati come prigione.
Un foro nel pavimento, oggi chiuso da grata, era l'unico accesso esterno all'ambiente sottostante, oggi raggiungibile tramite una scala recente. La parte inferiore era detta Tullianum ed era quella più segreta e terribile. Sulla parete ad est del Tullianum esiste tuttavia un portale in ferro che conduce ad altri ambienti, tuttora poco esplorati.
Il Tullianum è un ambiente a forma semicircolare (tranne un segmento a est) realizzato in opera quadrata con blocchi di peperino senza cemento. Le dimensioni della muratura hanno fatto pensare che originariamente dovesse trattarsi di una fontana monumentale costruita intorno ad una cisterna (tullus), dove l'acqua filtra naturalmente tutt'oggi. Secondo Filippo Coarelli però è più probabile che fin dall'inizio la stanza venisse usata come carcere. Qui, dunque, venivano gettati e detenuti i condannati a morte prigionieri del popolo e dello stato romano. La detenzione poteva essere sia breve - perché l'esecuzione avveniva subito dopo la grande processione romana del trionfo, come nel caso di Giugurta, sia lunga - come accadde a Vercingetorige, che passò sei anni nel Tullianum prima dell'esecuzione.

## Citazioni
Il Tullianum viene citato da molti autori dell'antichità, tanto da farne uno dei pochi capisaldi indiscutibili degli edifici nel Foro, usato per individuare con esattezza anche altri monumenti vicini grazie a citazioni incrociate. Plinio il Vecchio ne ricordò la collocazione a ovest della Curia Hostilia. Da altre fonti si conosce che era, oltre che nel Foro, in prossimità del tempio della Concordia.
La descrizione più celebre è quella di Gaio Sallustio Crispo nel De Catilinae coniuratione. Nel suo resoconto dell'imprigionamento e dell'esecuzione dell'ex console Lentulo, di Cetego, Statilio, Gabinio e Cepario, lo storico tratteggia una concisa quanto fedele descrizione del luogo, ancora valida per il sito così come ci è giunto.
(De Catilinae coniuratione, SALL)
Altre descrizioni si trovano in:
- Calpurnio Flacco, Declamationes;
- Plutarco, Vita Marii, 12;
- Valerio Massimo, Factorum et dictorum memorabilium libri IX, 12, 6: Acer etiam et animosus uitae exitus Herenni Siculi, quo C. Gracchus et aruspice et amico usus fuerat: nam cum eo nomine in carcerem duceretur, in postem eius inliso capite in ipso ignominiae aditu concidit ac spiritum posuit, uno gradu a publico supplicio manuque carnificis citerior;
- Tito Livio, Ab Urbe condita I, 33, 8: Ingenti incremento rebus auctis cum in tanta multitudine hominum, discrimine recte an perperam facti confuso, facinora clandestina fierent, carcer ad terrorem increscentis audaciae media urbe inminens foro aedificatur.

## Prigionieri illustri

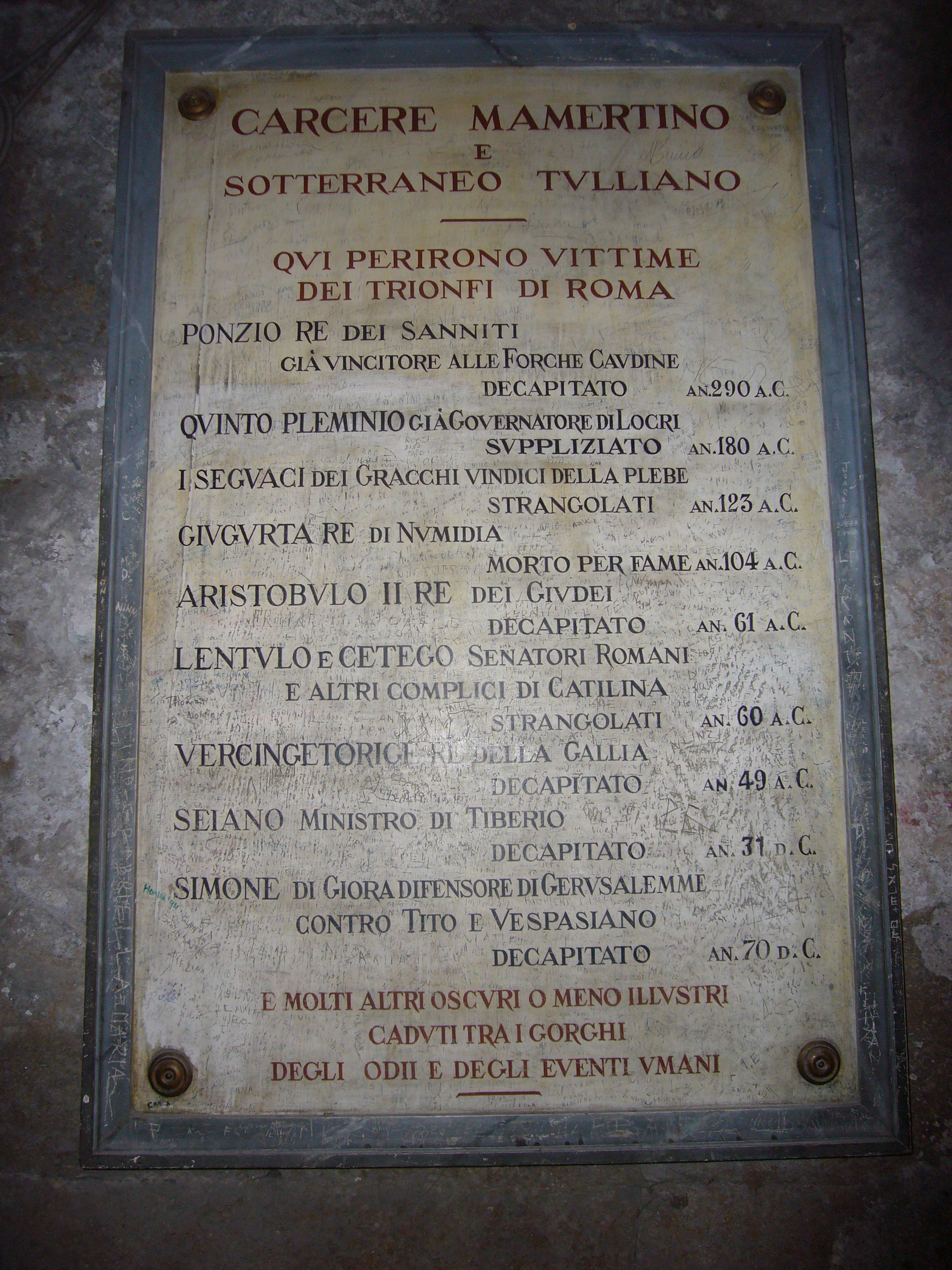
Memoria dei giustiziati di età romana al Mamertinum

Molti sono i personaggi illustri che qui sono stati rinchiusi e vi hanno perso la vita per strangolamento o decapitazione (tuttavia Plutarco afferma che Giugurta sia morto per inedia).
- Gaio Sempronio Gracco nel 121 a.C.
- Giugurta: re della Numidia nel 104 a.C. Secondo le fonti egli mostrò il suo coraggio ai carnefici riuscendo a scherzare dicendo: "Come è freddo questo vostro bagno, Romani!"[7]
- Lentulo e Cetego: compagni di Catilina nel 63 a.C.
- Vercingetorige: re dei Galli nel 46 a.C.
- Seiano (e i suoi figli): prefetto del pretorio di Tiberio nel 31 d.C.
- Simone di Giora: difensore di Gerusalemme (nel 71 d.C.).[8]
- secondo la tradizione cristiana anche l’apostolo Pietro e San Paolo[9].

## Tradizione dei santi Pietro e Paolo

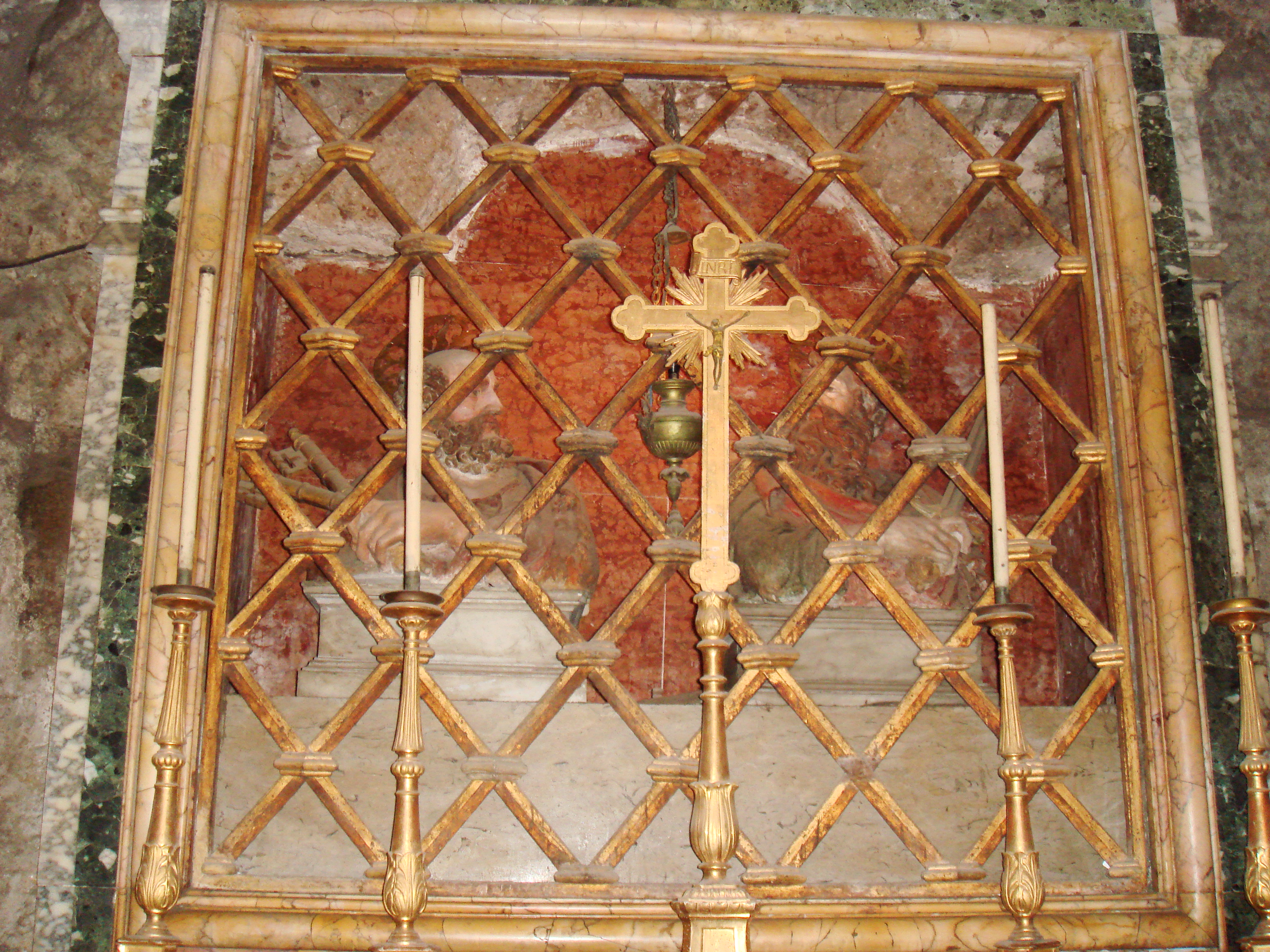
I santi Pietro e Paolo, busti dipinti dietro una grata

L'agiografia cristiana fece della cella più bassa, resa accessibile mediante una strettissima scala, e della fonte d'acqua il luogo in cui gli apostoli Pietro e Paolo, ivi imprigionati, si narra battezzassero i convertiti cristiani compagni di cella.
La tradizione permise la conservazione del carcere che fu trasformato in una chiesa (San Pietro in carcere) e luogo di pellegrinaggio nel 314 per volere di papa Silvestro I.
La leggenda vuole anche che san Pietro, scendendo nel Tullianum, cadesse battendo il capo contro la parete lasciando in tal modo la propria impronta nella pietra (dal 1720 protetta da una grata). Rinchiusi nella segreta, assieme ad altri seguaci, i due apostoli avrebbero fatto scaturire miracolosamente una polla d'acqua e sarebbero riusciti a convertire e battezzare i custodi delle carceri, Processo e Martiniano, martiri a loro volta. I due apostoli non furono in ogni caso giustiziati nelle vicinanze perché san Pietro fu condotto sul colle Vaticano e san Paolo alle Acque Salvie (l'attuale Abbazia delle Tre Fontane).